# Sjoerd van Ginneken
Sjoerd van Ginneken (Heerle, 6 novembre 1992) è un ex ciclista su strada olandese, professionista dal 2015 al 2019.

## Palmarès

### Altri successi
- 2014 (Metec-TKH Continental Cyclingteam)

1ª tappa Okolo Slovenska (Stropkov, cronosquadre)
Classifica giovani Okolo Slovenska
1ª tappa Giro della Repubblica Ceca (Moravská Třebová, cronosquadre)
Classifica giovani Giro della Repubblica Ceca

## Piazzamenti

### Classiche monumento
- Giro delle Fiandre

2015: 120º
2016: 47º
2018: ritirato
2019: ritirato
- Parigi-Roubaix

2019: ritirato
- Liegi-Bastogne-Liegi

2015: ritirato
2017: ritirato